# 凱蒂·克萊芙

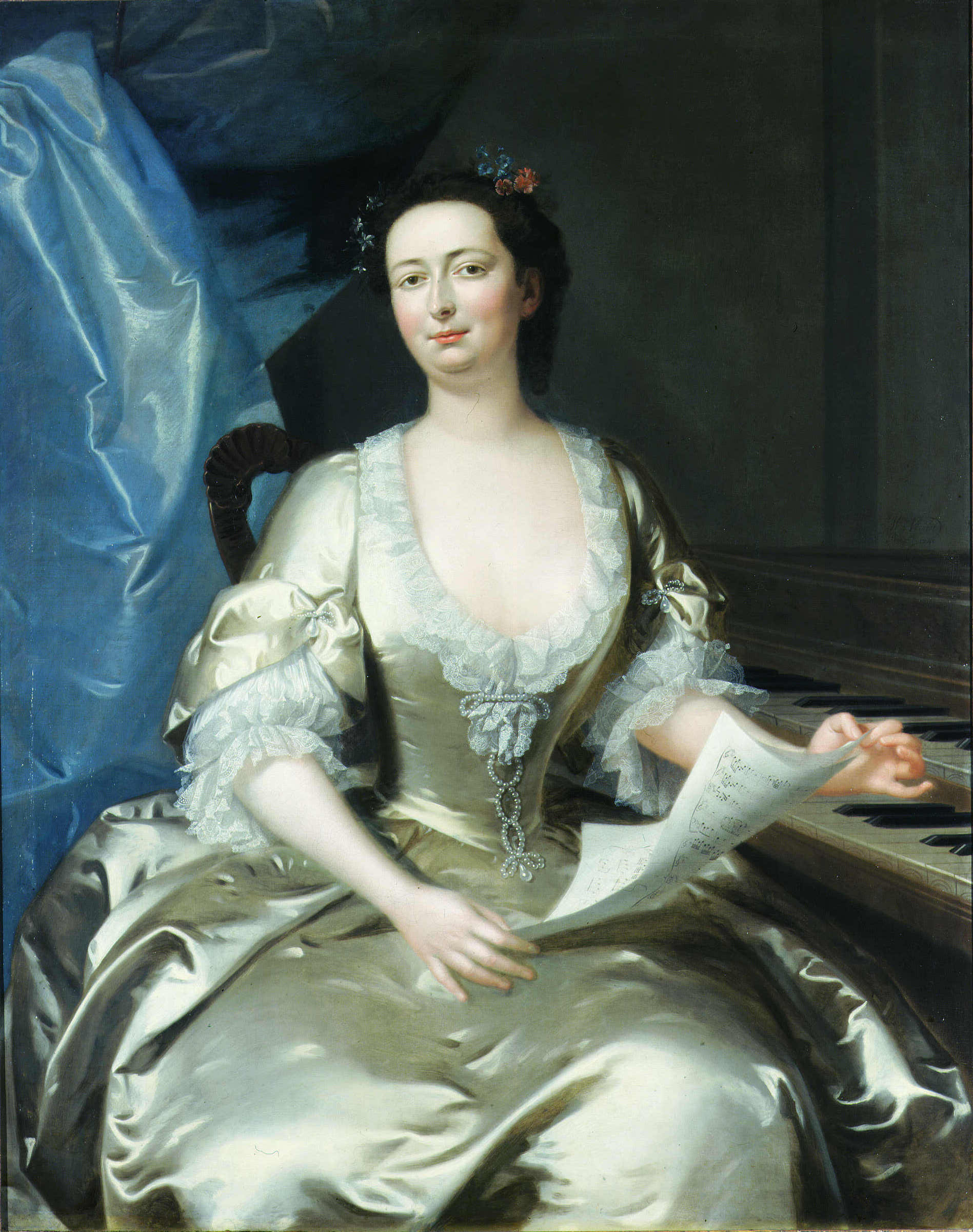
凱蒂·克萊芙的肖像画

凱蒂·克萊芙(Kitty Clive，或Catherine "Kitty" Clive，1711年—1785年12月6日)，英國女演員，常在倫敦的劇院演出，多扮演喜劇角色，也曾演出韓德爾的聖經清唱劇。她於1728年開始參與舞台演出，1747年與大衛·加里克(David Garrick)結婚，並成為丈夫戲劇公司的創辦成員之一。克萊芙在1769年退休，並住在特威克南(Twickenham)，一棟華爾浦爾(Horace Walpole)送給她的別墅中，在該別墅中終老。